# Stockevik, Tjörns kommun

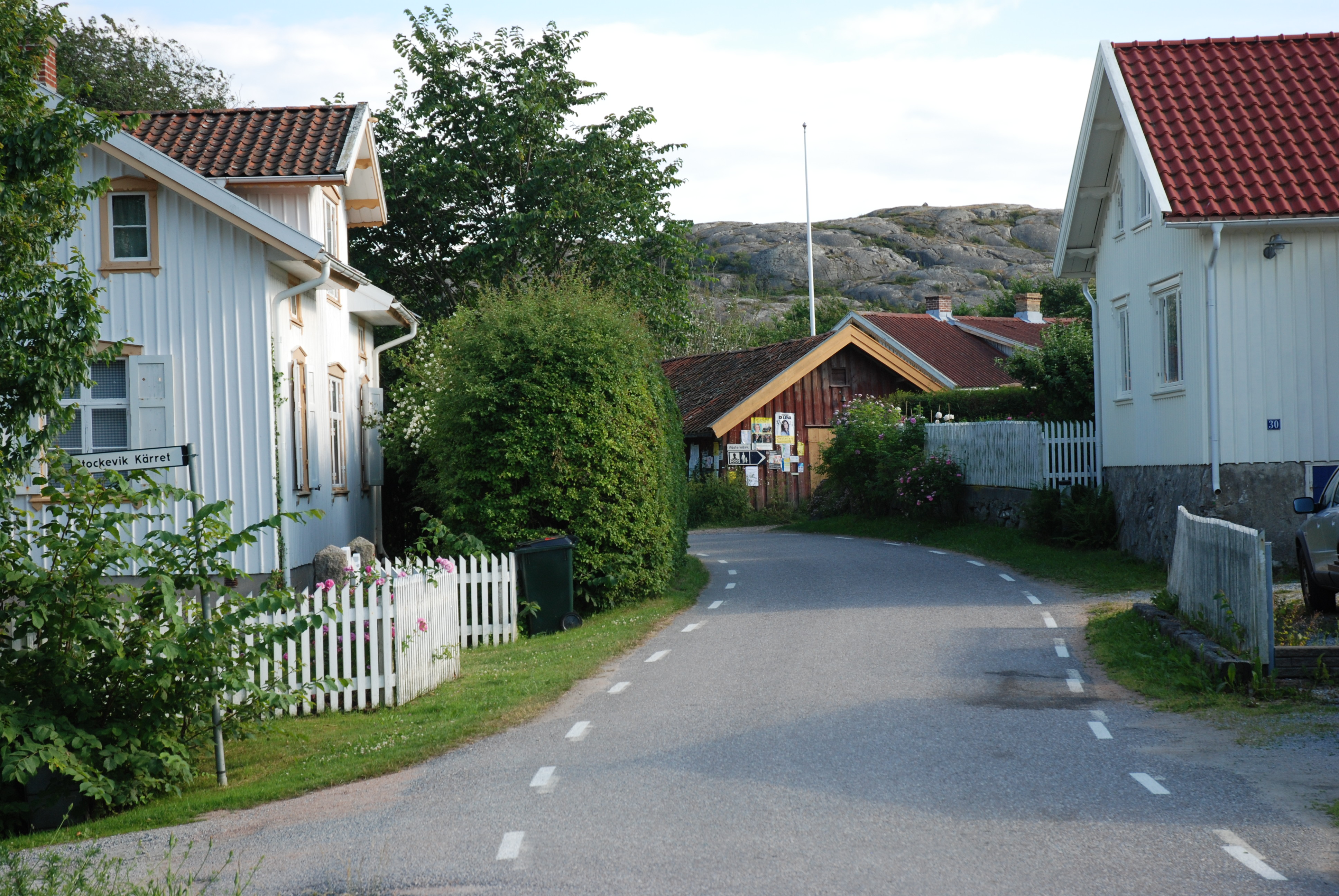
Stockevik, gamla landsvägen, söderut mot Västernäsvägen

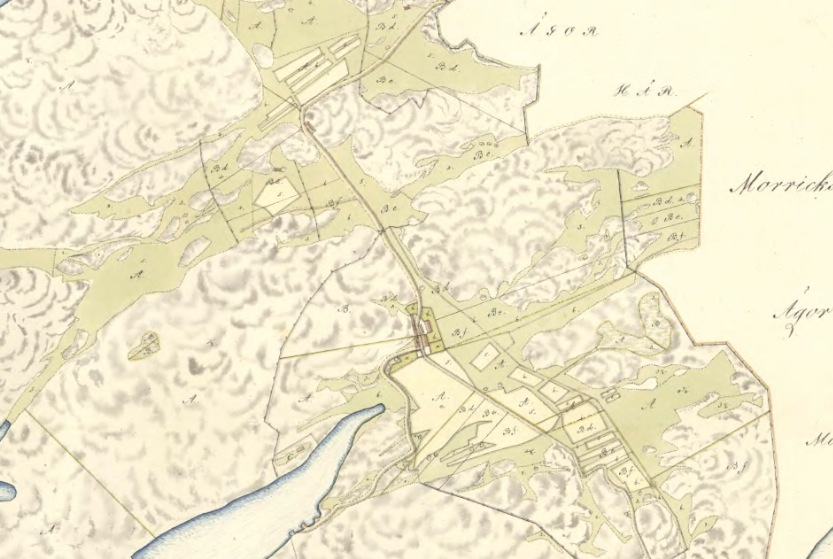
Stockevik, karta från 1794

Stockevik är en bebyggelse i Stenkyrka socken i Tjörns kommun. Fram till 2015 avgränsade SCB  för bebyggelsen i byn tillsammans med den i grannbyn Duvedalen  en småort, namnsatt till Stockevik och Duvedalen. Sedan 2015 räknas området som en del av tätorten Skärhamn.

## Historia
Stockevik var tidigare en viktig frakthamn på Tjörn på grund av sin normalt isfria hamn, med ångbåtsbrygga, post- och telegrafstation, affärer, värdshus och taxirörelse. Orten hade år 1809 31 invånare, år 1900 141 invånare och år 2000 57 invånare.
Stockevik hade i början av 1930-talet tre galeaser och sex skonerter. På 1950-talet fanns två fraktfartyg kvar.